# Falciot de les palmeres de les Antilles
El falciot de les palmeres de les Antilles (Tachornis phoenicobia) és una espècie d'ocell de la família dels apòdids (Apodidae) que habita zones amb palmeres i ciutats a les illes de Cuba, la Hispaniola i Jamaica. El nom específic phoenicobia significa ‘que viu al damunt de palmeres’.